# Свемирко
Свемирко је хрватски поп састав основан у Загребу.
Име "Свемирко" надахнуто је инспирисано истоименим такмичарем у квизу Најслабија карика.
Састав је објавио своју прву песму, "Збогом пролетери", у јулу 2015. године. Први албум, "Ванилија", објављен је у јануару 2017., други албум "Тунгузија" 2018., а 2020. године објављен је њихов трећи студијски албум "Скаламерија", као завршетак трилогије ’’-ија’’.

## Почеци
Марко Вуковић, музичар и продуцент, рођен је у Ђакову у Хрватској. Вуковић је, пре формирања садашње групе, објављивао музику под разним псеудонимима од којих су једни од најпознатијих Kимекаи и Никонар. По први пут 2015. године Марко Вуковић је под псеудонимом Свемирко, скривајући свој прави идентитет, објавио своја два сингла. Почетком 2017. године издавањем албума "Ванилија" Вуковић открива свој идентитет.

## Ванилија
Албум "Ванилија" збирка је од девет поп песама, нова изведба жанра синт-поп која је некада била популарна у бившој Југославији. "Ванилија" је првобитно објављена на ВХС траци јер је Вуковић имао много празних ВХС касета које су послужиле као други медиј за објављивање музије. Марко Вуковић заслужан је за продукцију, микс и снимање албума, мастеринг је одрадио Lionel Williams (псеудоним: Vinyl Williams), а насловницу за албум дизајнирао је Џереми Нејлс.
“Ванилија” је својеврсна порука аутора написана из перспективе отуђеног бића које посматра планету, догађаје и људе, те своје разумевање и мисли путем фреквенција и таласних дужина одашиље свим бићима на Земљи.

## Тунгузија
“Тунгузија” је следећа велика збирка песама из атељеа Марка Вуковића, изузетне мелодије и аранжмани, несхваћена живописна поезија и звучне ароме које прожимају нове модерне класике.
Након “Ванилије”, емо-мачо поп наставља своју прогресију, а инструментално-вокални састав Свемирко спрема нове концерте и нове, како ноћне тако и дневне авантуре. У свемирском броду на још увек неизмишљен погон, право из космоса на нашу планету ова скупина врачева стиже да вас одвоји од властите свести. Албум је аранжиран и продуциран у студију Минус1 током зиме и пролећа 2018. године.

## Скаламерија
Завршни део "-ија" трилогије. Можда мало другачији него претходна два, али достојан завршетак трилогије. Скаламерија у дефиницији представља предмет, справу или грађевину која је направљена невешто. Склепана, гомила предмета која би требала имати неку сврху. То је по аутору савршен назив за ово издање.

## Инспирација
Дарко Рундек и Хаустор су музичари који су имали највећи утицај на музију састава Свемирко. "Читава уметност, као и наша, надахнута је или делимично надахнута неким другим, а оно што је чини занимљивом су елементи састављени на јединствен начин у целини", рекао је Бојан Бојко у интервјуу за музички сајт Before after.

## Дискографија

### Студијски албуми:
- Ванилија (2017.)
- Тунгузија (2018.)
- Скаламерија (2020.)

### Синглови:
- Збогом пролетери (2015.)[8]
- Ноћни покрети (2015.)[9]
- Носи ме на души (2023.)[10]

## Spoljašnje veze
- Фејсбук
- Инстаграм
- Last FM
- Дискогс
- Спотифај
- Јутјуб